# Сенусерт IV
Сенусерт IV Сенеферібра (також відомий як Сезостріс) — фараон Кемету (тобто Єгипту), наступник малозвісного Ментухотепа VI. Про нього відомо не так мало, та не багато, сенсом для дискусій щодо Сезостріса є проблема його хронологічної позиції. Відносився, найбільш за все, до XIII династії. 

## Біографія
У Карнакському списку фараонів є Сенусерт Сенефер[...]ра. Спочатку його прийняли за якогось іншого Сенусерта, та це тронне ім'я не співпало з іншими преноменами. Виявився новий, невідомий єгиптології, фараон. Він здобув ім'я Сенусерта IV.
Трохи пізніше була знайдена колосальна статуя Сенеферібра.  Колос було знайдено Жоржем Легреном. 
Єгиптологи Юрген фон Беккерат і Ким Ригольт є найзапеклішими теоретиками хронологічної позиції Сенусерта IV. Беккерат вважає, що Сенусерт належав до XIII династії. Кім Ригольт відносив Сенеферібра до XVI династії. Інші єгиптологи до XIV та XVII династій. 
Найбільш часто Сенеферібра відносять до кінця Другого перехідного періоду (XVII династія).
Також від часу Сенусерта залишилася й кам'яний топор.